# Сильвестр Сіале Білека
Сильвестр Сіале Білека (нар. 1939) — політик Екваторіальної Гвінеї, прем'єр-міністр країни з березня 1992 до початку квітня 1996 року.
Також обіймав посаду голови Верховного суду. Офіційною причиною виходу у відставку було: «неспроможний досягти потрібного результату у покращенні судової системи».